# Droguetia
Droguetia é um género botânico pertencente à família Urticaceae.

## Espécies seleccionadas
- Droguetia ambigua
- Droguetia burchellii
- Droguetia cuneata
- Droguetia debilis
- Droguetia diffusa